# Dendronephthya sinaiensis
Dendronephthya sinaiensis is een zachte koraalsoort uit de familie Nephtheidae. De koraalsoort komt uit het geslacht Dendronephthya. Dendronephthya sinaiensis werd in 1971 voor het eerst wetenschappelijk beschreven door Verseveldt. 